# Карагинский район
Караги́нский райо́н — административно-территориальная единица и муниципальное образование (муниципальный район) в составе Камчатского края России. Входит в Корякский округ.
Административный центр — посёлок Оссора.

## География
Карагинский муниципальный район расположен в северной части полуострова Камчатка. Омывается на северо-западе водами Охотского моря, на востоке — Беринговым морем. Состоит из трёх территориальных зон: северной, южной и острова Карагинский. Площадь территории района — 40,6 тыс. км².
В южной части восточного побережья района находится уникальное место, а именно район села Ивашка (58°37′ с. ш. 162°14′ в. д.), которому принадлежит «географический рекорд» планетарного масштаба — это отправная точка самого длинного прямого морского пути. Если стать лицом к морю по направлению примерно ВЮВ (восток-юго-восток), то по прямой (то есть по дуге большого круга земного шара) на протяжении 32 090 км (около 80 % длины экватора Земли) будет одна лишь вода Мирового океана, и упрётся эта воображаемая линия в сушу только в районе г. Сонмиани, Белуджистан, Пакистан (25°17′ с. ш. 66°40′ в. д.).

## Рельеф
Большая часть территории района занята северной оконечностью Срединного хребта. На северо-западе — Парапольский дол, на северо-востоке — отроги Корякского нагорья. Береговая линия неоднородна. Западный берег очерчен плавной кривой, восточный — резко изрезан обширными и глубоко впадающими в сушу губами, разделёнными скалистыми полуостровами. Низменности Парапольского дола во многих местах заболочены.

## Климат
Климатические условия суровые и неоднородные. Зима начинается в октябре и заканчивается в конце апреля (в среднем 200 дней). Средняя температура самого холодного месяца (февраль) составляет −14 °С, в отдельные дни опускается до −36 °С. Снежный покров наибольшей высоты достигает в середине марта (130 см). Средняя скорость ветра 4,2 м/с; количество выпадающих осадков 530 мм за месяц. Весна непродолжительная, не очень чётко выраженная. Переход среднесуточной температуры через 0 °С происходит в середине мая, при этом ветры с востока и запада в этот период приносят похолодание, прогревание воздуха проходит медленно.
Лето прохладное, особенно в прибрежных районах. Среднемесячная температура в наиболее тёплом месяце (июле) составляет +12 °С. Преобладающие западные и юго-восточные ветра выносят с морей низкую облачность и понижают температуру воздуха. Количество выпадаемых осадков равно 730 мм за месяц. Возможны продолжительные ливневые дожди.

## Гидрография
На территории Карагинского района сильно развита речная сеть — здесь протекает 64 реки со 127 притоками. Большинство из них берут начало на Срединном хребте и Корякском нагорье. В речном питании большую роль играют подземные воды, что обуславливает значительную естественную зарегулированность стока, при этом до 70 % стока приходится на летне-осенние месяцы. Реки обладают сравнительно спокойным характером течения, большинство из них имеют широкие долины. Наиболее крупные реки: в северной зоне — Анапка; в южной зоне — Начики, Сановаям; в островной зоне — Мамигинваям. Вода в реках слабоминерализирована.
Обнаружен 31 минеральный источник, включая термальные, минеральный состав большинства из них не изучен. Русаковские, Дранкинские и Тымлатские ключи имеют бальнеологическое значение.

## Полезные ископаемые
Имеются запасы природного газа и нефти, бурого угля, золота, серы, платины, медноникелевые руды.

## История
Карагинский район был образован в 1926 году из территорий, относившихся к Гижигинскому и Петропавловскому уездам (в основном Дранкинская волость), центром района стало село Тиличики. После образования 10 декабря 1930 года Корякского национального округа из состава Карагинского района выделен Олюторский район; районным центром стало село Карага. В 1933 году к Карагинскому району присоединён Укинский сельсовет.
С 1 апреля 1942 года административным центром района стал посёлок Оссора.
До 1 июля 2007 года находился в составе Корякского автономного округа Камчатской области.

## Население
| 1939  | 2002  | 2009  | 2010  | 2011  | 2012  | 2013  |
| ----- | ----- | ----- | ----- | ----- | ----- | ----- |
| 5640  | ↗5656 | ↘4777 | ↘4076 | ↘4039 | ↗4052 | ↘3935 |
| 2014  | 2015  | 2016  | 2017  | 2018  | 2019  | 2020  |
| ↘3872 | ↘3818 | ↘3695 | ↘3663 | ↘3623 | ↘3609 | ↘3555 |
| 2021  | 2023  |       |       |       |       |       |
| ↘3437 | ↘3403 |       |       |       |       |       |

### Национальный состав
Коренных малочисленных народов Севера — 36,9 %, в том числе:
- коряки — 35,2 %;
- ительмены — 0,1 %;
- чукчи — 0,04 %;
- эскимосы — 0,04 %;
- эвены — 0,08 %;[19]

По данным Всероссийской переписи населения 2021 года национальный состав был следующим:
| Народ     | Численность, чел. |  |
| --------- | ----------------- |  |
| русские   | 2 020 ▼           |  |
| коряки    | 1 165 ▼           |  |
| камчадалы | 14 ▼              |  |
| ительмены | 10 ▼              |  |
| эвенки    | 3 ▼               |  |
| другие    | 225 ▲             |  |
| всего     | 3 437 ▼           |  |

## Муниципально-территориальное устройство
В Карагинский муниципальный район входят 5 муниципальных образований со статусом сельских поселений, а также 1 межселенная территория (с селом Кострома) без какого-либо статуса муниципального образования:
| №        | Муниципальное образование | Административный центр | Количество населённых пунктов | Население (чел.) | Площадь (км²) |
| -------- | ------------------------- | ---------------------- | ----------------------------- | ---------------- | ------------- |
| 1e-06    | Сельские поселения:       |                        |                               |                  |               |
| 1        | посёлок Оссора            | посёлок Оссора         | 1                             | ↘1841 (2021)     | 2058,16       |
| 2        | село Ивашка               | село Ивашка            | 1                             | ↗626 (2021)      | 5,42          |
| 3        | село Ильпырский           | село Ильпырский        | 1                             | ↗131 (2021)      | 22,16         |
| 4        | село Карага               | село Карага            | 1                             | ↗320 (2021)      | 3215,81       |
| 5        | село Тымлат               | село Тымлат            | 1                             | ↘486 (2021)      | 2,87          |
| 5.000002 | Межселенная территория:   |                        |                               |                  |               |
| 5.000003 | межселенная территория    |                        | 1                             | ↘33 (2021)       |               |

В октябре 2017 года сельское поселение село Кострома было упразднено с передачей села Кострома в состав межселенной территории, подчинённой непосредственно администрации муниципального района.

## Населённые пункты
В Карагинском районе 6 населённых пунктов.
| № | Населённый пункт | Тип     | Население    | Муниципальное образование |
| - | ---------------- | ------- | ------------ | ------------------------- |
| 1 | Ивашка           | село    | ↗626 (2021)  | село Ивашка               |
| 2 | Ильпырский       | село    | ↗131 (2021)  | село Ильпырский           |
| 3 | Карага           | село    | ↗320 (2021)  | село Карага               |
| 4 | Кострома         | село    | ↘33 (2021)   | межселенная территория    |
| 5 | Оссора           | посёлок | ↘1841 (2021) | посёлок Оссора            |
| 6 | Тымлат           | село    | ↘486 (2021)  | село Тымлат               |

Исчезнувшие населённые пункты
| Населённый пункт             | дата упразднения | сельсовет на момент упразднения |
| ---------------------------- | ---------------- | ------------------------------- |
| п. Анапка                    | 13.12.1974 г.    |                                 |
| с. Кичига                    | 16.04.1965 г.    |                                 |
| с. Красное                   | 07.02.1975 г.    |                                 |
| п. Макарьевск (Макарьевское) | 29.03.1985 г.    |                                 |
| п. Нарзанный                 | 16.04.1965 г.    |                                 |
| п. Песчаный                  | 16.04.1964 г.    |                                 |
| с. Рикинники                 | 26.09.1982 г.    |                                 |
| с. Ука                       | 13.12.1974 г.    |                                 |
| с. Хайлюля                   | 25.11.1977 г.    |                                 |
| с. Ягодное                   | 07.02.1975 г.    |                                 |

В советские времена на территории района располагались и другие селения, часть из которых опустела ещё до перестройки: Белореченск, Кирпичный, Верхняя Озёрная, Чемурнаут, Новые Рекинники.

## Экономика
На территории района получила развитие рыболовство и оленеводство. Выращиванием сельскохозяйственных культур ни одно хозяйство не занимается. Территория является дотационной.

## Флора и фауна
Животный мир района разнообразен, здесь обитают: дикий северный олень, снежный баран, лось, волк, бурый медведь, лиса, песец, росомаха, соболь, рысь, заяц. Птицы: беркут, сокол-сапсан, белохвостый орлан, белоплечий орлан, белоклювая гагара, чёрная казарка, пискулька, гусь-белошей, малый лебедь, скопа, беркут, орлан-белохвост, белоплечий орлан, сапсан, кулик-лопатень, горный дупель, серокрылая чайка, красноногая маевка, розовая чайка, алеутская крачка, длинноклювый пыжик, короткоклювый пыжик. В реках и озёрах обитают щука, серебристый карась, хариус, валек, налим, арктический голец, все виды тихоокеанских лососей.
Лесной фонд представлен зарослями кедрового и ольхового стланика, каменноберезовыми лесами, ивовыми и ольховыми деревьями, чозенией, ивовыми и рябиновыми кустарниками.

## Известные уроженцы
- Коянто (В. В. Косыгин) (1933—2012) — корякский писатель